# Werner Krauss (attore)
Werner Krauss, nome completo Werner Johannes Krauss (Werner Krauß nell'ortografia tedesca; Sonnefeld, 23 giugno 1884 – Vienna, 20 ottobre 1959), è stato un attore tedesco.

## Biografia
Nacque nella canonica del borgo di Gestungshausen, presso Sonnefeld in Alta Franconia, dove suo nonno faceva il pastore protestante. Con i genitori si trasferì nel 1887 a Breslavia, dove trascorse l'intera infanzia e gran parte della sua giovinezza. Nel 1898 frequentò la Präparandenanstalt, un organo religioso tedesco per la formazione degli insegnanti, e nel 1901 una scuola laica per la formazione degli insegnanti a Kreuzberg.
Nel 1902 fece la comparsa in uno spettacolo teatrale a Breslavia. Da quel momento decise di interrompere gli studi per diventare insegnante, avvicinandosi anche al mondo del teatro. Ottenne il suo primo ruolo sempre sul palcoscenico di Breslavia, e nel 1903 debuttò al teatro di Guben. Pur non avendo mai studiato recitazione, proseguì nel suo lavoro di attore, e nel 1905 fu prima al teatro di Magdeburgo e poi di Bromberg. Lavorò successivamente presso sui palcoscenici di Aquisgrana, Norimberga e il Künstlertheater di Monaco di Baviera. Raccomandato da Alessandro Moissi, nel 1913 fu assunto dal regista austriaco Max Reinhardt al Deutsches Theater di Berlino, dove inizialmente interpretò ruoli minori.
Nel 1915, allo scoppio della prima guerra mondiale, fu chiamato a prestare servizio alla Kaiserliche Marine, per la quale fece il guardiamarina a Kiel. Nel 1916 tornò al teatro, e incominciò ad interpretare ruoli sempre più importanti. Recitò in opere shakespeariane come l'Amleto e Otello. Dal 1924 lavorò allo Staatheater berlinese, quindi nel 1926 tornò al Deutsche Theater, e nel 1931 fu al Burgtheater di Vienna.
Ben presto si avvicinò al cinema, dove aveva già fatto il suo esordio nel 1914. In ambito cinematografico fu interprete di numerose pellicole dalla fine degli anni dieci e per tutti gli anni venti, ma la sua consacrazione come attore e la fama internazionale arrivarono nel film Il gabinetto del dottor Caligari (1919). Krauss divenne così uno dei maggiori attori del cinema espressionista tedesco.
Nel 1934, per le sue capacità e il suo talento di interprete, fu nominato Attore di Stato. Si legò così, almeno artisticamente, al regime nazista appena giunto al potere. Infatti, alla morte del presidente Paul von Hindenburg, fu uno dei primi firmatari per il referendum indetto per consentire al cancelliere Adolf Hitler di diventare anche il presidente del Reich. La collaborazione dell'attore con il governo del Führer è legata anche all'interpretazione nel film di propaganda Süss l'ebreo (1940), e per il fatto che il suo nome comparve nella Gottbegnadeten-Liste, una lista di 36 pagine di artisti stilata nel 1944 da Hitler e dal ministro della Propaganda Goebbels, che elencava gli artisti considerati fondamentali per la cultura nazista.
Nel 1946 Krauss si rifugiò a Mondsee, in Austria, da dove poi venne espulso. Nel maggio 1948, per aver servito i nazisti, venne condannato da un tribunale al pagamento di 5.000 marchi per reati minori. Tornò in Austria, dove assunse la cittadinanza del paese e divenne membro del teatro viennese Burgtheater. Nel 1950 ritornò in Germania per l'interpretazione del Re Lear al Ruhrfestspiele di Recklinghausen, ma l'evento venne interrotto perché si svolsero manifestazioni contro di lui. L'anno dopo, riacquisì la cittadinanza tedesca. Negli anni del secondo dopoguerra le sue apparizioni furono sempre più rare, l'ultima delle quali in una pantomima televisiva austriaca del 1958 dal titolo Das verräterische Herz (titolo in tedesco de Il cuore rivelatore di Edgar Allan Poe).
Morì a Vienna nel 1959, all'età di 75 anni, e fu sepolto al cimitero Zentralfriedhof della capitale austriaca.

## Vita privata
Werner Krauss si sposò tre volte, di cui una, in seconde nozze, con l'attrice Maria Bard. Ebbe due figli, dalla prima e dalla terza unione.

## Riconoscimenti
- 1934: Attore di Stato
- 1938: Medaglia Goethe
- 1954: Gran croce dell'Ordine al Merito di Germania e l'Iffland-Ring
- 1955: Grande Ordine al Merito della Repubblica Austriaca
- 1959: Ehrenring der Stadt Wien (premio per le grandi personalità legate a Vienna)

## Filmografia parziale

### 1914
- Stuart Webbs: Die geheimnisvolle Villa, regia di Joe May (1914)
- Die Pagode, regia di Joe May (1914)

### 1915
- Die vertauschte Braut (1915)

### 1916
- Hoffmanns Erzählungen, regia di Richard Oswald (1916)
- Zirkusblut, regia di Richard Oswald (1916)
- Der Ungreifbare, regia di Fred Sauer (1916)
- Die Rache der Toten, regia di Richard Oswald (1916)
- Die Hand, regia di Fred Sauer (1916)
- Das unheimliche Haus, regia di Richard Oswald (1916)
- Der chinesische Götze - Das unheimliche Haus, 3. Teil, regia di Richard Oswald (1916)
- Freitag, der 13. - Das unheimliche Haus, 2. Teil
- Stein unter Steinen, regia di Felix Basch (1916)
- Die Bettlerin von St. Marien, regia di Alfred Halm (1916)

### 1917
- Unheilbar, regia di Emmerich Hanus (1917)
- Das Erbe von Het Steen, regia di Louis Neher (1917)
- Nächte des Grauens, regia di Richard Oswald e Arthur Robison (1917)
- Das Bacchanal des Todes, regia di Richard Eichberg (1917)
- La sposa circassa (Die Kaukasierin), regia di Uwe Jens Krafft e Joe May (1917)
- Gesühnte Schuld (1917)
- Der Fremde, regia di Otto Rippert (1917)
- Die Tochter der Gräfin Stachowska, regia di Otto Rippert (1917)
- Wenn Frauen lieben und hassen, regia di Jaap Speyer (1917)
- Die Seeschlacht, regia di Richard Oswald (1917)
- Die schöne Prinzessin von China, regia di Rochus Gliese (1917)
- Der Friedensreiter, regia di Hans Werckmeister (1917)

### 1918
- E, der scharlachrote Buchstabe, regia di Emmerich Hanus (1918)
- Es werde Licht! 3. Teil, regia di Richard Oswald (1918)
- L'ultima danza di Tatiana (Das verwunschene Schloß), regia di Otto Rippert (1918)
- Der Prozeß Hauers, regia di Willy Zein (1918)
- Das Tagebuch einer Verlorenen, regia di Richard Oswald (1918)
- Colomba, regia di Arzén von Cserépy (1918)
- Dida Ibsens Geschichte, regia di Richard Oswald (1918)
- Stürme des Lebens, regia di Franz Hofer (1918)
- Seiner Hoheit Brautfahrt, regia di Franz Hofer (1918)
- Seelen in Ketten, regia di Franz Hofer (1918)
- Fräulein Pfiffikus, regia di Franz Hofer (1918)
- Die schleichende Gefahr, regia di Franz Hofer (1918)
- Der Bettler von Savern, regia di Franz Hofer (1918)
- Das Gift der Medici, regia di Walter Schmidthässler (1918)

### 1919
- Sühne
- Phantome des Lebens, regia di Josef Coenen (1919)
- Die Prostitution, 1. Teil - Das gelbe Haus
- Mazeppa, der Held der Ukraine, regia di Martin Berger (1919)
- Die Insel der Glücklichen, regia di Josef Coenen (1919)
- Rose Bernd, regia di Alfred Halm (1919)
- Das ewige Rätsel, regia di Josef Coenen (1919)
- Der Totentanz, regia di Otto Rippert (1919)
- Opium, regia di Robert Reinert (1919)
- Die Heimat, regia di Franz Hofer (1919)
- La signora delle orchidee (Die Frau mit den Orchideen), regia di Otto Rippert (1919)
- Das Mädchen und die Männer, regia di Manfred Noa (1919)

### 1920
- Opfer, regia di Ernst Fiedler-Spies (1920)
- Il gabinetto del dottor Caligari (Das Cabinet des Dr. Caligari), regia di Robert Wiene (1920)
- Spiritismus, regia di Frederic Zelnik (1920)
- Ewiger Strom, regia di Johannes Guter (1920)
- Johannes Goth, regia di Karl Gerhardt (1920)
- Die Frau ohne Seele, regia di Léo Lasko (1920)
- Sieger Tod, regia di Nils Olaf Chrisander (1920)
- Die Frau im Himmel, regia di Johannes Guter (1920)
- Der Staatsanwalt, regia di Paul Otto (1920)
- Die Kwannon von Okadera, regia di Carl Froelich (1920)
- Die Beichte einer Toten, regia di Martin Zickel (1920)
- Das lachende Grauen

### 1921
- Die Brüder Karamasoff, regia di Carl Froelich (1921)
- Das Medium, regia di Hermann Rosenfeld (1921)
- Das Haus in der Dragonerstrasse, regia di Richard Oswald (1921)
- Christian Wahnschaffe, 2. Teil - Die Flucht aus dem goldenen Kerker
- Danton, regia di Dimitri Buchowetzki (1921)
- La rotaia (Scherben), regia di Lupu Pick (1921)
- Der Roman der Christine von Herre, regia di Ludwig Berger (1921)
- Der Tanz um Liebe und Glück, regia di Willy Zeyn (1921)
- Lady Hamilton, regia di Richard Oswald (1921)
- Zirkus des Lebens, regia di Johannes Guter (1921)

### 1922
- Die Beute der Erinnyen, regia di Otto Rippert (1922)
- Fridericus Rex - 1. Teil: Sturm und Drang, regia di Arzén von Cserépy (1922)
- Othello, regia di Dimitri Buchowetzki (1922)
- La terra che brucia (Der brennende Acker), regia di Friedrich Wilhelm Murnau (1922)
- Luise Millerin, regia di Carl Froelich (1922)
- Der Graf von Essex, regia di Peter Paul Fellner (1922)
- Nathan der Weise, regia di Manfred Noa (1922)
- Marquise von Pompadour, regia di Alfred Halm (1922)
- Josef und seine Brüder, regia di Carl Froelich (1922)
- Die Nacht der Medici, regia di Karl Grune (1922)

### 1923
- Il tesoro (Der Schatz), regia di Georg Wilhelm Pabst (1923)
- Alt Heidelberg, regia di Hans Behrendt (1923)
- Fridericus Rex. 3. Teil: Sanssouci, regia di Arzén von Cserépy (1923)
- Der Menschenfeind, regia di Rudolf Walther-Fein (1923)
- Adam und Eva, regia di Friedrich Porges e Reinhold Schünzel (1923)
- Zwischen Abend und Morgen, regia di Arthur Robison (1923)
- Fräulein Raffke, regia di Richard Eichberg (1923)
- Der Kaufmann von Venedig, regia di Peter Paul Felner (1923)
- La vecchia legge (Das alte Gesetz), regia di Ewald André Dupont (1923)
- Der Puppenmacher von Kiang-Ning, regia di Robert Wiene (1923)
- Das unbekannte Morgen, regia di Alexander Korda (1923)
- I.N.R.I., regia di Robert Wiene (1923)
- Du sollst nicht töten, regia di Fritz Hofbauer (1923)

### 1924
- Dekameron-Nächte (Decameron Nights), regia di Herbert Wilcox (1924)
- Il gabinetto delle figure di cera (Das Wachsfigurenkabinett), regia di Paul Leni (1924)
- Une femme dans la nuit

### 1925
- Ein Sommernachtstraum, regia di Hans Neumann (1925)
- Reveille, das große Wecken, regia di Fritz Kaufmann e George Pearson (1925)
- La via senza gioia (Die freudlose Gasse) di Georg Wilhelm Pabst (1925)
- Eifersucht, regia di Karl Grune (1925)
- Die Moral der Gasse, regia di Jaap Speyer (1925)
- Il rigattiere di Amsterdam (Der Trödler von Amsterdam), regia di Victor Janson (1925)
- Varieté, regia di Ewald André Dupont (1925)
- Tartufo (Tartüff), regia di Friedrich Wilhelm Murnau (1925)
- Die Dame aus Berlin, regia di Lorand von Kabdebo (1925)

### 1926
- Das Haus der Lüge, regia di Lupu Pick (1926)
- I misteri di un'anima (Geheimnisse einer Seele), regia di Georg Wilhelm Pabst (1926)
- Nanà (Nana), regia di Jean Renoir (1926)
- Kreuzzug des Weibes, regia di Martin Berger (1926)
- Das graue Haus, regia di Friedrich Fehér (1926)
- Das graue Haus, regia di Friedrich Feher (1926)
- Lo studente di Praga (Der Student von Prag), regia di Henrik Galeen (1926)
- Überflüssige Menschen, regia di Aleksandr Razumnyi (1926)
- Non si scherza con l'amore (Man spielt nicht mit der Liebe), regia di Georg Wilhelm Pabst (1926)[3]

### 1927
- Unter Ausschluß der Öffentlichkeit, regia di Conrad Wiene (1927)
- Laster der Menschheit, regia di Rudolf Meinert (1927)
- Die Hose, regia di Hans Behrendt (1927)
- Funkzauber, regia di Richard Oswald (1927)
- Der fidele Bauer, regia di Franz Seitz (1927)[4]

### 1928
- Die Hölle der Jungfrauen, regia di Robert Dienesen (1928)
- Da hält die Welt den Atem an, regia di Felix Basch (1928)
- Il cerchio della morte (Die Todesschleife), regia di Arthur Robison (1928)

### 1929
- Sant'Elena (Napoleon auf St. Helena), regia di Lupu Pick (1929)

### 1931
- Il generale York (Yorck), regia di Gustav Ucicky (1931)

### 1932
- L'uomo senza nome (Mensch ohne Namen), regia di Gustav Ucicky (1932)

### 1935
- Campo di maggio (Hundert Tage), regia di Franz Wenzler (1935)

### 1936
- L'ultima passione (Burgtheater), regia di Willi Forst (1936)

### 1939
- Der letzte Appell, regia di Max W. Kimmich (1939)
- La vita del dottor Koch (Robert Koch, der Bekämpfer des Todes), regia di Hans Steinhoff (1939)

### 1940
- Süss l'ebreo  (Jud Süß), regia di Veit Harlan (1940)

### 1941
- Annelie, regia di Josef von Báky (1941)

### 1942
- Zwischen Himmel und Erde, regia di Harald Braun (1942)
- Die Entlassung, regia di Wolfgang Liebeneiner (1942)

### 1943
- Paracelsus, regia di Georg Wilhelm Pabst (1943)

### 1950
- Prämien auf den Tod, regia di Curd Jürgens (1950)
- Der fallende Stern, regia di Harald Braun (1950)

### 1955
- Sohn ohne Heimat, regia di Hans Deppe (1955)

### 1958
- Das verräterische Herz, regia di Leopold Hainisch (1958)

### Film o documentari dove appare Werner Krauss
- Rund um die Liebe, regia di Oskar Kalbus - filmati di repertorio (1929)